# Јардвил-Гровивил (Њу Џерзи)
Јардвил-Гровивил (енгл. Yardville-Groveville) град је у америчкој савезној држави Њу Џерзи.

## Демографија
По попису из 2000. године број становника је 9.208.
| Група             | 2000.         | 2010.    |
| Белци             | 8.397 (91,2%) | 0 (0,0%) |
| Афроамериканци    | 278 (3,0%)    | 0 (0,0%) |
| Азијати           | 184 (2,0%)    | 0 (0,0%) |
| Хиспаноамериканци | 277 (3,0%)    | 0 (0,0%) |
| Укупно            | 9.208         | 0        |